# 42113 Jura
42113 Jura è un asteroide della fascia principale. Scoperto nel 2001, presenta un'orbita caratterizzata da un semiasse maggiore pari a 2,6429306 au e da un'eccentricità di 0,1484836, inclinata di 7,32482° rispetto all'eclittica.
L'asteroide è dedicato al Canton Giura.